# Nadine Cosentino
Pour les articles homonymes, voir Cosentino.
Nadine Cosentino, née le 1er novembre 1947 à Banyuls-sur-Mer (Pyrénées-Orientales) et décédée le 13 juillet 2020 à Draveil, est une peintre, pastelliste et dessinatrice française.

## Biographie
Nadine Cosentino passe sa jeunesse dans les Pyrénées-Orientales, puis vit à Nantes, à Agen, et à partir de 1976 en région parisienne, mariée avec le peintre Jean-Marc Ehanno. Bibliothécaire de formation, elle reprend des études en arts plastiques puis se consacre à la peinture. Elle présente une première exposition personnelle en 1986 à « La Galerie » et participe à partir de 1987 à de nombreuses expositions collectives, au Salon des réalités nouvelles et à la Biennale des femmes. Elle est invitée en 1992 pour À voix basse, organisée par Geneviève Thèvenot (Le Temps de Voir), participe en 1996 à l’hommage qui lui est rendu au Musée d'art moderne de Troyes et en 2005 à « The Body », à Londres.

## L'œuvre
« Ses premiers dessins aux crayons de couleurs, figuratifs, précis, montrent, dans une mise en scène surréaliste, des drapés suggestifs. Puis le décor s'estompe, la matière de l'étoffe s'épure jusqu'à une abstraction poétique, paysage de l'intime », écrit Jacques Busse.
« Paysages-corps, corps-paysages » pour Virgilio De Lemos, les œuvres de Nadine Cosentino jouent selon Busse « du fragment comme d'un tout ». Dans le climat d'une  « anatomie géante », l'ambiguïté des formes y dévoile « des replis secrets, hanches des collines ou vallonnements charnus. Le grain de papier provoque le grain de sable, le grain de peau. La lecture « paysagiste » n'occulte pas celle du jeu érotique ou réciproquement ».
« Sahara charnel, nudité plénière, planétaire, solitaire - fragment plutôt d'une anatomie géante et impersonnelle : Nadine Cosentino parvient à l'équation parfaite. Elle l'est au point que les deux termes, pour s'être finalement rejoints, ne font plus qu'un. La métaphore, où subsisteraient un corps et un paysage dans leur rapprochement même, est dépassée », analyse semblablement Henri Raynal.
Les œuvres qu'expose Nadine Cosentino à partir de 2013 se détachent de cette synthèse et s'orientent plutôt vers « des paysages improbables faits de terres et de mers entre possibles océans et lagunes » saisis dans les « instants suspendus où vagues de pierres et plages marines s'accompagnent sans se heurter ».

## Jugements
« Chaque fragment du sol, du ciel, de la mer, chaque parcelle de l'être est l'objet d'un traitement précis, presque désincarné. Aucune de ces parcelles ne se montre : elles sont, sans artifice, sans emphase ; et il en découle une sorte de gravité muette. Et si l'objet/corps parfois se drape ou se recouvre de bandelettes, c'est toujours pour privilégier la forme des êtres et des choses; et algues et vagues, chevelures et crinières toujours sous-tendent la racine. »
Guy Lanoë, préface à Nadine Cosentino, Musée Chapu, Le Mée-sur-Seine, 1994
« Nadine Cosentino apprivoise l'enveloppe du corps humain. Elle en garde la tactilité charnelle (…). Jeu de dévoilement et de recouvrement ordonné par la seule luminosité. Le corps s'y soumet, transformé, dilaté pour une anamorphose inattendue, ou bien, grossi sous l'effet d'une loupe, il s'offre à notre regard comme une énigme à déchiffrer. (...) Un pli, un renflement sont tout à la fois colline et hanche, et la bouche entrouverte devient gouffre. Ces approches simultanées génèrent leur propre espace. »
Lydia Harambourg, Nadine Cosentino, La peau du réel, dans La Gazette de l'Hôtel Drouot, Paris, 17 mars 2006

## Expositions personnelles
- 1986 : La Galerie, Paris
- 1989 : Galerie Muscade, Paris
- 1990 : Espace Saint-Jean, Melun
- 1991 : Galerie Checura-Forestier, Paris
- 1991 : Galerie J., Strasbourg
- 1994 : Musée Chapu, Le Mée-sur-Seine
- 1995 : Espace Prévert, Savigny-le-Temple
- 2003 : Galerie Mireille Batut d'Haussy (avec Irène Zack, sculpteur), Paris
- 2006 : Centre d'Études Catalanes, Université de Paris IV Sorbonne, Paris
- 2008 : Espace Saint-Jean, Melun
- 2008 : Sentinelles des sables , Éditions Laurence Mauguin, Paris
- 2009 : Librairie Ombres Blanches, Toulouse
- 2011 : Galerie Le Sphinx, Montauban
- 2011 : L'entre-temps, Éditions Laurence Mauguin, Paris
- 2012 : Ville de Collioure
- 2014 : Galerie Jonas, Cortaillod-Neuchâtel (Suisse)
- 2015 : De terres et de mers, Éditions Laurence Mauguin, Paris
- 2017 : Galerie Le Sphinx, Montauban
- 2018 : Galerie 21, Toulouse
- 2019 : L'entre-mer, Éditions Laurence Mauguin, Paris

## Expositions collectives
Depuis 1987 : Salon des réalités nouvelles, Paris
- 1987 : Le Portail à roulettes, Salses
- 1988 : Biennale des Femmes, Grand Palais, Paris
- 1989 : Exposition internationale de Siegburg (RFA)
- 1990 : Galerie Checura-Forestier, Paris
- 1990-2002 : Salon d'Art Contemporain de Dammarie-les-Lys
- 1992 : Chemin d'un éditeur, Espace Saint-Jean, Melun
- 1992 : À voix basse, le Temps de voir (Geneviève Thèvenot), Maillot-prés-Sens
- 1992-1995 : Salon de la Sape, Musée de Montgeron
- 1993 : L'Art à l'école, Ministère de la jeunesse et des sports, Paris
- 1993 : Galerie Sculptures, Paris
- 1994 : Peintres de la Galerie J à la Tour de la Liberté, Saint-Dié
- 1996 : Galerie Vignon, Tours
- 1996 : Un espace, trois regards - Cosentino, Ehanno, Lemaigre-Voreaux, Atelier Elisabeth Lemaigre-Voreaux, Barbizon
- 1996 : Galerie Sculptures, Paris
- 1996 : Hommage à Geneviève Thèvenot, Musée d'Art Moderne, Troyes
- 1997 : Les liens du temps d'André Duprat, Espace Saint-Jean, Melun
- 2000-2001 : Galerie l'Entrée des artistes, Barbizon
- 2001 : La sève versée, Espace culturel municipal, Nemours
- 2002 : Triptyque, Salon d'Angers
- 2004 : Invitée d'honneur au Salon d'Art Contemporain de Dammarie-les-Lys
- 2005 : The Body, Collyer-Bristow Gallery, Londres
- 2012 : Pastel(s), Galerie Saint-Jacques, Saint-Quentin
- 2014 : Le dessin ou La probité de l'art, Galerie art aujourd'hui, Paris
- 2015 : Temps calme, beau fixe…, Galerie art aujourd'hui, Paris
- 2016 : Pastels incontemporels, Maison des Arts, Châtillon
- 2019 : Salon Soulages Galerie 21, Seilh
- 2020 : Galerie Garnier Delaporte, Sancerre
- 2022 : La rivière au fil de l’art, Musée de Gajac, Villeneuve-sur-Lot

## Musées
- Musée de la Vicomté, Melun
- Palais des beaux-arts de Lille

## Illustration
- André Duprat, L'Étang choisi, éditions Porte du Sud, 1991

### Monographies
- Virgílio de Lemos, Nadine Cosentino, collection Dossiers d'art contemporain, éditions Porte du Sud, 1991  (ISBN 978-2-86937-035-7)
- Pantalaskas ; « Nadine Cosentino » sur l'encyclopédie audiovisuelle de l'art contemporain

### Catalogues
- Nadine Cosentino, préface de Henri Raynal, Galerie Checura-Forestier, Paris, 1991.
- Nadine Cosentino, préface de Henri Raynal, Galerie J., Strasbourg, 1991.
- Nadine Cosentino, préface de Guy Lanoë, Musée Chapu, Le Mée-sur-Seine, 1994
- Nadine Cosentino, textes de Anna Zabawsky et Henri Raynal, Espace Saint-Jean, Melun, 2008
- Nadine Cosentino, préface de Lydia Harambourg, Les jeux de la lumière chez Nadine Cosentino, Galerie Mireille Batut D’Haussy, Paris, 2003
- Eliseo Trenc, Nadine Cosentino. En deçà de la peau, l'essence : l'art comme un dévoilement (texte bilingue français-catalan), Centre d'Études Catalanes, Université de Paris IV Sorbonne, mars 2006
- Nadine Cosentino, préface de Lydia Harambourg (invitation), La Galerie le Sphinx, Montauban, 2011

### Articles
- Henri Raynal, Nadine Cosentino: corps énigmatiques, dans Artension, mars 1991
- Lydia Harambourg, Les jeux de la lumière chez Nadine Cosentino, dans La Gazette de l'Hôtel Drouot, no 19, 16 mai 2003, p. 196
- Nadine Cosentino, Fragments, dans Artistes Magazine, no 117, septembre-octobre 2005
- Lydia Harambourg, Nadine Cosentino, La peau du réel, dans La Gazette de l'Hôtel Drouot, no 11, 17 mars 2006, p. 284-285
- Lydia Harambourg, Nadine Cosentno, Sentinelles des sables, dans La Gazette de l’Hôtel Drouot, no 40, 21 novembre 2008, p. 339-340
- Lydia Harambourg, Nadine Cosentino, De terres et de mers, dans La Gazette de l’Hôtel Drouot, no 11, 20 mars 2015, p. 246
- Lydia Harambourg, Nadine Cosentino - Jean Marc Ehanno, Temps calme, beau fixe..., dans La Gazette de l’Hôtel Drouot, no 41, 27 novembre 2015, p. 379

### Ouvrages généraux
- Henri Raynal, La double origine, éditions Galerie Michèle Heyraud, 1996
- Jacques Busse, Nadine Cosentino dans Bénézit, dictionnaire des peintres, sculpteurs, dessinateurs, graveurs, tome 3, éditions Grund, 1999, p. 927